# Эйлер, Дмитрий Павлович
 Эйлер Дмитрий Павлович  (1883—1943) — офицер Российского императорского флота, участник Русско-японской войны, вахтенный начальник и плутонговый командир крейсера «Варяг», участник боя у Чемульпо, Георгиевский кавалер. Участник Первой мировой войны, капитан 2 ранга.

## Биография
Дмитрий Павлович Эйлер родился 24 сентября 1883 года в Могилёве, Могилёвской губернии, Российской империи в многодетной семье (10 детей) банковского служащего, действительного статского советника Павла Яковлевича Эйлера и его жены Натальи Николаевны, дочери генерал-майора Александрова, командира 1-й бригады 16-й пехотной дивизии. Дмитрий являлся прямым потомком по отцовской линии знаменитого ученого, математика, механика и астронома Леонардо Эйлера.
В 1900 году, после окончания гимназии, поступил в Морской кадетский корпус, который окончил в мае 1903 года и произведён в мичманы. 15 октября 1903 года прибыл для прохождения службы на бронепалубный крейсер 1-го ранга 1-й Тихоокеанской эскадры «Варяг», назначен вахтенным офицером и плутонговым командиром.
В самом начале Русско-японской войны 1904—1905 годов крейсер «Варяг» и канонерская лодка «Кореец» находились в нейтральном корейском порту Чемульпо. 27 января (9 февраля) 1904 года они приняли неравный бой у Чемульпо с кораблями японской эскадры под командованием контр-адмирала Уриу. Бой длился 50 минут. За это время «Варяг» под командованием капитана 1-го ранга В. Ф. Рудневым выпустил по противнику 1105 снарядов, но и сам получил 5 подводных пробоин, З1 моряк был убит, около 200 человек было ранено. Весь экипаж крейсера проявил храбрость и самоотверженность во время боя. Не имея возможности продолжать бой, корабль вернулся в Чемульпо, где после оценки серьёзности повреждений «Варяга», общим собранием офицеров было принято решение об уничтожении крейсера. Высочайшим приказом от 23 февраля 1904 года мичман Д. П. Эйлер был награждён орденом Святого Георгия IV степени
.
После затопления «Варяга», вместе с другими членами экипажа, вернулся в Россию. В 1905 году за отличие произведён в лейтенанты. На июль 1911 года — в чине лейтенанта состоял в Гвардейском экипаже, затем ушёл в отставку. 28 июля 191З года был призван из отставки и назначен в Сибирскую флотилию с производством в старшие лейтенанты. В 1914—1916 годах служил старшим офицером на минном заградителе «Уссури». С апреля по декабрь 1915 года минный заградитель совершил переход из Владивостока через Средиземное море в Александровск-на-Мурмане (ныне город Полярный) и зачислен в формирующийся с января 1916 года Отряд судов обороны Кольского залива. В начале 1916 года Эйлер был назначен командиром посыльного судна и тральщика «Прыткий» 2-го дивизиона дивизии траления Балтийского флота. 30 июля 1916 года произведён в капитаны 2-го ранга.
22 февраля 1917 года был назначен начальником 1-го дивизиона тральщиков Балтийского моря. 4 апреля 1917 года зачислен в резерв чинов Морского министерства. В 1919—1920 годах состоял в Вооружённых силах Юга России. В 1920 году в составе Русской эскадры перешёл из Крыма в Бизерту. С 27 октября 1921 по февраль 1923 года был командиром посыльного судна «Всадник», затем в феврале-апреле 1923 года — командиром миноносца «Беспокойный». Позже находился при штабе командующего Русской эскадры.
Эмигрировал во Францию, в 1930 году являлся членом объединения Гвардейского Экипажа, в 1932 вышел из Кают-компании в Париже в Морское Собрание.
Умер 12 мая 1943 года в Париже. Похоронен на кладбище Сент-Женевьев-де-Буа.

## Награды
Капитан 2 ранга Дмитрий Павлович Эйлер был награждён орденами и медалями Российской империи:
- орден Святого Георгия 4-й степени (23 февраля 1904);
- орден Святой Анны 3-й степени (6 декабря 1914);
- Серебряная медаль «За бой „Варяга“ и „Корейца“» (1904);
- Светло-бронзовая медаль «В память русско-японской войны» (1906);
- Светло-бронзовая медаль «В память 200-летия морского сражения при Гангуте» (1915).